# Ballyagran
Ballyagran är en ort i republiken Irland.   Den ligger i grevskapet County Limerick och provinsen Munster, i den centrala delen av landet, 200 km sydväst om huvudstaden Dublin. Ballyagran ligger 101 meter över havet och antalet invånare är 190.
Terrängen runt Ballyagran är platt. Runt Ballyagran är det ganska tätbefolkat, med 65 invånare per kvadratkilometer. Närmaste större samhälle är Ráth Luirc, 9,0 km sydost om Ballyagran. Trakten runt Ballyagran består i huvudsak av gräsmarker.